# George Petty-FitzMaurice, 8. Marquess of Lansdowne
George John Charles Mercer Nairne Petty-FitzMaurice, 8. Marquess of Lansdowne, PC (Geburtsname: George John Charles Mercer Nairne; * 27. November 1912; † 25. August 1999) war ein britischer Politiker der Conservative Party, der 1944 den Titel als 8. Marquess of Lansdowne erbte und dadurch bis zu seinem Tode als Mitglied dem Oberhaus (House of Lords) angehörte. Er fungierte zwischen 1962 und 1964 als Staatsminister im Ministerium für Angelegenheiten des Commonwealth of Nations und der Kolonien.

## Leben

### Familiäre Herkunft
George John Charles Mercer Nairne Petty-FitzMaurice war der einzige Sohn von Lord Charles George Frarencis Mercer Nairne Petty-FitzMaurice, der als Major im Kavallerieregiment 1st King’s Dragoon Guards diente, sowie dessen Ehefrau Lady Violet Mary Elliot-Murray-Kynynmound. Sein Großvater väterlicherseits war Henry Petty-FitzMaurice, 5. Marquess of Lansdowne, der unter anderem zwischen 1883 und 1888 Generalgouverneur von Kanada, von 1888 bis 1894 Generalgouverneur und Vizekönig von Indien sowie zwischen 1900 und 1905 Außenminister war. Sein Großvater mütterlicherseits war Gilbert Elliot-Murray-Kynynmound, 4. Earl of Minto, der von 1898 bis 1904 ebenfalls Generalgouverneur von Kanada sowie zwischen 1905 und 1910 auch Generalgouverneur und Vizekönig von Indien war. Seine einzige Schwester Lady Mary Margaret Elizabeth Petty-FitzMaurice war mit Oberstleutnant Ririd Myddelton, der unter anderem 1951 High Sheriff der Grafschaft Denbighshire war. Seine Mutter Violet Mary Elliot-Murray-Kynynmound war nach dem Tode seines Vaters am 30. Oktober 1914 in zweiter Ehe mit John Jacob Astor, 1. Baron Astor of Hever verheiratet, wodurch er ein Halbbruder von Gavin Astor, 2. Baron Astor of Hever sowie des Unterhausabgeordneten John Astor war. Sein Onkel und ältere Bruder seines Vaters war Henry William Edmund Petty-FitzMaurice war zwischen 1908 und 1918 Unterhausabgeordneter und erbte 1927 von dessen Vater den Titel als 6. Marquess of Lansdowne.
George Petty-FitzMaurice selbst absolvierte nach dem Besuch des renommierten Eton College ein Studium am Christ Church der University of Oxford. Während des Zweiten Weltkrieges leistete er Militärdienst im Garderegiment Scots Guards und wurde zuletzt zum Major befördert sowie mit dem Croix de guerre ausgezeichnet.

### Oberhausmitglied und Juniorminister

Wappen des Marquess of Lansdowne

Nach dem Tode seines Cousins Charles Petty-Fitzmaurice, 7. Marquess of Lansdowne am 20. August 1944 erbte George John Charles Mercer Nairne von diesem den Titel als 8. Marquess of Lansdowne, in the County of Somerset, da der 7. Marquess of Lansdowne kinderlos verstarb und auch dessen jüngerer Bruder Lord Edward Norman Petty-Fitzmaurice bereits neun Tage zuvor am 11. August 1944 im Krieg gefallen war. Zugleich erbte er die verbundenen sowie nachgeordneten Titel als 8. Earl Wycombe of Chepping Wycombe, 8. Viscount Calne and Calston, in the County of Wiltshire, 9. Baron Wycombe, Baron of Chepping Wycombe, in the County of Buckinghamshire, in der Peerage of Great Britain sowie als 9. Earl of Shelburne, in the County of Wexford, als 9. Earl of Kerry, 9. Viscount FitzMaurice, 9. Viscount Clanmaurice, 27. Baron of Kerry and Lixnaw sowie 9. Baron Dunkeron jeweils in der Peerage of Ireland. Dadurch wurde er Mitglied des Oberhauses (House of Lords), dem er bis zu seinem Tode angehörte. Er änderte 1947 seinen Namen rechtmäßig in George John Charles Mercer Nairne Petty-FitzMaurice und wurde zudem 1950 Friedensrichter (Justice of the Peace) der Grafschaft Perthshire sowie 1951 Deputy Lieutenant (DL) der Grafschaft Wiltshire.
Im Kabinett von Premierminister Harold Macmillan fungierte der Marquess of Lansdowne zwischen dem 11. Juni 1957 und dem 23. Oktober 1958 zunächst als Lord in Waiting und war danach vom 23. Oktober 1958 bis zum 20. April 1962 Parlamentarischer Unterstaatssekretär im Außenministerium (Parliamentary Under-Secretary of State for Foreign Affairs), ehe er zuletzt am 20. April 1962 das Amt als Staatsminister im Kolonialministerium (Minister of State for the Colonies) übernahm. Dieses Amt bekleidete er vom 18. Oktober 1963 bis zum 16. Oktober 1964 auch im Kabinett von Premierminister Alec Douglas-Home, wobei er nach der Zusammenlegung des Kolonialministeriums mit dem Ministerium für Angelegenheiten des Commonwealth of Nations formell Staatsminister im Ministerium für Angelegenheiten des Commonwealth und der Kolonien (Minister of State, Commonwealth and Colonial Affairs) war. In dieser Funktion wurde er am 20. Januar 1964 auch zum Mitglied des Geheimen Kronrates (Privy Council) berufen. Er war zudem Mitglied der Royal Company of Archers, der zeremoniellen Leibwache des britischen Monarchen in Schottland. Darüber hinaus fungierte er zwischen 1967 und 1968 als Meister (Prime Warden) der Fischhändlergilde der City of London (Worshipful Company of Fishmongers).

### Ehen und Nachkommen
George John Charles Mercer Nairne Petty-FitzMaurice war vier Mal verheiratet. Aus seiner ersten am 18. März 1938 geschlossenen Ehe mit Barbara Chase gingen vier Kinder hervor. Die älteste Tochter Lady Caroline Margaret Petty-FitzMaurice verstarb am 27. September 1956 im Alter von nur 17 Jahren. Der älteste Sohn Charles Maurice Petty-FitzMaurice erbte nach seinem Tode am 25. August 1999 den Titel als 9. Marquess of Lansdowne sowie die nachgeordneten und damit verbundenen Adelstitel. Neben einem weiteren Sohn, Lord Robert Harold Mercer Nairne, ging mit Lady Georgina Elizabeth Petty-FitzMaurice noch eine zweite Tochter aus dieser ersten Ehe hervor.
Nach dem Tode seiner ersten Ehefrau Barbara Chase am 17. Februar 1965 heiratete der Marquess of Lansdowne am 22. Dezember 1969 in zweiter Ehe Selina Polly Dawson Eccles, deren Vater David Eccles, 1. Viscount Eccles unter anderem von 1943 bis 1962 Unterhausabgeordneter, Oberhausmitglied sowie mehrmals Minister war. Nach der Scheidung dieser Ehe 1978 heiratete er am 15. Oktober 1978 in dritter Ehe Gillian Anna Morgan, die allerdings bereits 1982 verstarb. Zuletzt heiratete er noch am 12. Juli 1995 in vierter Ehe Penelope Eve Bradford, die von 1982 bis zu dessen Tod 1987 mit seinem Halbbruder John Astor verheiratet war. Die dritte bis vierte Ehe des Marquess of Lansdowne blieben kinderlos.